# Сиджизмондо Гонзага
Вижте пояснителната страница за други личности с името Сиджизмондо Гонзага.
Сиджизмондо Гонзага (на италиански: Sigismondo Gonzaga, * 1469 в Мантуа, Маркграфство Мантуа; † 3 октомври 1525, пак там) от рода Гонзага е  кардинал от 1 декември 1505 г., господар на Солароло (1514 – 1525).

## Произход
Той е третото дете на Федерико I Гонзага (* 1441, † 1484), маркграф на Мантуа, и на съпругата му Маргарета Баварска (* 1442, † 1479) от фамилията Вителсбахи. Негови дядо и баба по бащина линия са маркграф Лудовико III Гонзага и Барбара фон Бранденбург от рода Хоенцолерн, а по майчина – херцог Албрехт III от херцогство Бавария-Мюнхен и съпругата му Агнес от Брауншвайг-Грубенхаген-Айнбек. Има двама братя и три сестри:
- Клара (* 1464, † 1503), графиня на Монпансие като съпруга на Жилбер дьо Бурбон-Монпансие
- Франческо II (* 1466, † 1519), 4-ти маркграф на Мантуа, съпруг на Изабела д’Есте
- Елизабета (* 1471, † 1526), херцогиня на Урбино като съпруга на Гуидобалдо да Монтефелтро
- Мадалена (* 1472, † 1490), господарка на Пезаро и на Градара като съпруга на Джовани Сфорца
- Джовани (* 1474, † 1525), маркграф на Весковато и родоначалник на кадетския клон Гонзага ди Весковато, съпруг на Лаура Бентивольо

## Биография
Сиджизмондо Гонзага скоро е посветен в църковна кариера, като получава църковна подстрижка през 1479 г. Въпреки намеренията на родителите си обаче той успява да се отличи във военната си кариера, като командва войските на брат си Франческо II в помощ на император Максимилиан I. Абат комендатор на „Сант'Андреа“ близо до Мантуа, той подава оставка в полза на чичо си Франческо и в замяна става апостолически протонотарий на Римската курия.
Папа Юлий II го издига в ранг на кардинал-дякон в консисторията на 1 декември 1505 г. и името му е публикувано сред тези на другите кардинали на 12 декември. На 17 декември той получава кардиналска шапка и титлата Санта Мария Нуова, както и позицията на протектор на Кармелитския орден.
През 1511 г. е назначен за апостолически администратор на Епархия Мантуа, като се отказва от поста на 10 май 1521 г. в полза на своя племенник Ерколе Гонзага.

През тези години на своето епископство той успява да спечели уважението дори на разколническите кардинали, които безуспешно се опитват да го привлекат на своя страна; вместо това той твърдо подкрепя правата на Юлий II срещу атаките на събора в Пиза. Легат за оръжията на Лигата през 1512 г., през същата година той става легат в Болоня, заменяйки кардинал Джовани де Медичи, който заема този пост от 1511 г., но който е пленен от французите по време на битката при Равена през 1512 г. Кардинал Гонзага влиза в града като легат на 13 юли 1512 г. и отново предава службата на кардинал де Медичи, когато е освободен на следващата година, като по този начин предпочита да се оттегли в резиденцията на баща си в Мантуа.
Участва в конклава от 1513 г., който избира гореспоменатия Джовани де Медичи за папа с името Лъв X. Папата възнаграждава кардинала с феода Солароло през 1514 г. От 1508 до 1514 г. Сиджизмондо е назначен за апостолически легат на Ансонската марка (в Мачерата той завършва Палата на губернаторите) и за легат за Мантуа.
Участва в конклава през 1521–1522 г., който избира папа Адриан VI и в този през 1523 г., който избира папа Климент VII. Администратор на седалището в Аверса от началото на 1524 г., той подава оставка от тази длъжност на 1 юли същата година.
През 1502 г., докато заема длъжността на провост на абатството в Сан Бенедето По, започва изграждането на двореца в квартал „Маренго“ на Мармироло, сега известен като Палат „Кустоца“.
Той е любител на изкуствата и изискан колекционер на медали. Поръчва ценни творби на Лоренцо Лото и на мантуанския скулптор Пиер Якопо Алари Бонаколси.
Умира на 3 октомври 1525 г. на 56-годишна възраст и е погребан на 13 октомври в катедралата „Сан Пиетро“ в Мантуа. Папа Климент VII изпраща лично съболезнователно писмо до семейството на маркиза на Мантуа за загубата на скъпоценния кардинал. Тленните му останки впоследствие са пренесени в новата катедрала на Мантуа благодарение на епископ Франческо Гонзага.

### Други
- Sigismondo Gonzaga, в Storia e Memoria di Bologna, Comune di Bologna
- (EN) David M. Cheney, Sigismondo Gonzaga, в Catholic Hierarchy
- The Cardinals of the Holy Roman Church Архив на оригинала от 2009-07-03 в Wayback Machine., Gonzaga
- Sigismondo Gonzaga. Salvador Miranda: The Cardinals of the Holy Roman Church, online, fiu.edu, Florida International University